# Энциклопедия Молдовы
«Энциклопедия Молдовы» (рум. Enciclopedia Moldovei) — молдавская универсальная энциклопедия на румынском языке.

## История
В 2007 году президент Молдовы Владимир Воронин подписал указ об образовании Национальной комиссии по подготовке к изданию Молдавской энциклопедии.
В 2008 году в рамках Академии наук Молдовы было создано Публичное учреждение «Энциклопедия Молдовы»  в качестве координатора деятельности по подготовке и изданию «Энциклопедии Молдовы», а также других энциклопедий и словарей, финансируемых из государственного бюджета.
В 2009 году, к 650-летию основания Молдавского государства, был издан вводный том «Республика Молдова».
В 2010 году Публичное учреждение «Энциклопедия Молдовы» было преобразовано в Институт энциклопедических исследований.
В 2010 году вышло второе издание тома «Республика Молдова», переработанное и дополненное.
В 2014 году в состав Института  энциклопедических исследований была включена Центральная научная библиотека Академии наук Молдовы. Объединённое учреждение получило название «Центральная научная библиотека „Андрей Лупан“ (институт)».
В 2016 году, к 25-летию независимости Республики Молдова, вышло новое издание тома «Республика Молдова».
В 2017 году вышел первый алфавитный том «Энциклопедии Молдовы» (A — Basarabia).
В 2017 году название учреждения, издающего энциклопедию, было изменено с «Центральная научная библиотека „Андрей Лупан“ (институт)» на «Научная библиотека (институт) „Андрей Лупан“».
В 2018 году учреждение было выведено из состава Академии наук Молдовы и переведено в подчинение Министерства образования и исследований.
В 2021 году, к 30-летию независимости Республики Молдова, вышло ещё одно издание тома «Республика Молдова».
В 2022 году Научная библиотека (институт) «Андрей Лупан» была включена в структуру Молдавского государственного университета.
В 2023 году был опубликован Общий реестр терминов «Энциклопедии Молдовы».